# Липканський район
Липканський район (рум. Raionul Lipcani) — адміністративно-територіальна одиниця Молдавської РСР, що існувала від 11 листопада 1940 року до 24 грудня 1964 року. Адміністративний центр — смт Липкани.

## Історія
Як і більшість районів Молдавської РСР, утворено 11 листопада 1940 року з центром у смт Липкани. До 16 жовтня 1949 року перебував у складі Бєльцького повіту, після скасування повітового поділу перейшов у безпосереднє республіканське підпорядкування.
Від 31 січня 1952 року до 15 червня 1953 року район входив до складу Бєльцького округу, після скасування окружного поділу знову перейшов у безпосереднє республіканське підпорядкування.
9 січня 1956 року в Липканський район передано більшу частину території Бричанського району.
25 грудня 1962 року Липканський район ліквідовано, його територію передано Єдинецькому району.
24 грудня 1964 року Липканський район відновлено, із сусідніх районів до нього передано частину території колишнього Бричанського району, а сам Липканський район перейменовано на Бричанський з перенесенням адміністративного центру зі смт Липкани у смт Бричани.

## Адміністративний поділ
Новостворений Липканський район станом на 1 січня 1955 року складався з 1 смт (Липкани) та 11 сільрад : Баласінештської, Білявинської, Дрепкауцької, Коржеуцької, Котяльської, Котюженської, Ларзької, Медвежської, Переритської, Тецканської й Шірауцької.
Новостворений Бричанський район станом на 1 січня 1955 року складався з 1 смт (Бричани) та 7 сільрад: Верхньохолохорська, Гриманкауцька, Калікауцька, Корестоуцька, Маркауцька, Табанська та Чепелеуцька.
Станом на 1 квітня 1968 року об'єднаний Бричанський район включав усі перелічені сільради, а також Белкеуцьку, Берлінецьку, Богданештську, Болбоацьку, Клокушнянську і Хедереуцьку.